# Rio Vire
Vire é um rio localizado na Normandia, França.